# 주한미국공사관
미국 공사관(美國 公使館)은 서울특별시 중구 정동에 있는 조선시대의 건축물이다. 2001년 4월 6일 서울특별시의 유형문화재 제132호로 지정되었다.

## 역사

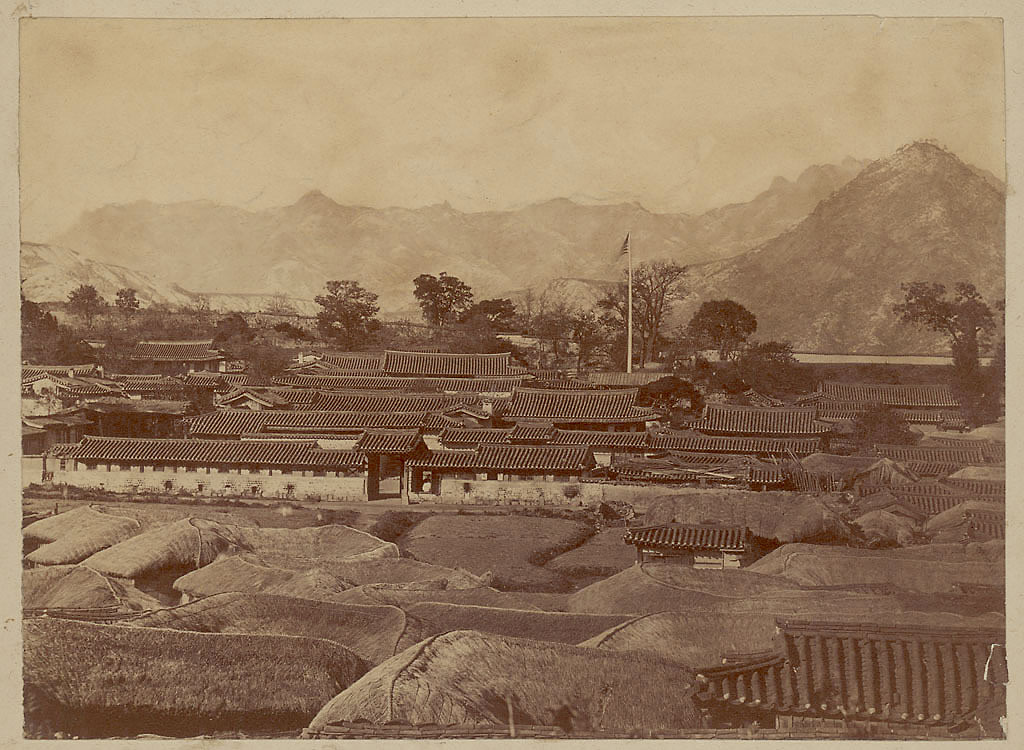
1886년 주한미국대사관의 모습. 성조기가 걸려있다.

중구 정동에 위치한 구미국공사관이다. 미국공사관이 설치되는 1883년 이전에 지어진 것으로 추정되는 이 건물은 처음에는 전통한옥으로 지어졌다가 1900년 경에 부분적으로 고쳐 지어졌고 내부도 개조되었다. 그 후 행랑 부분이 만들어져 현재의 모습을 갖추게 되었다. 

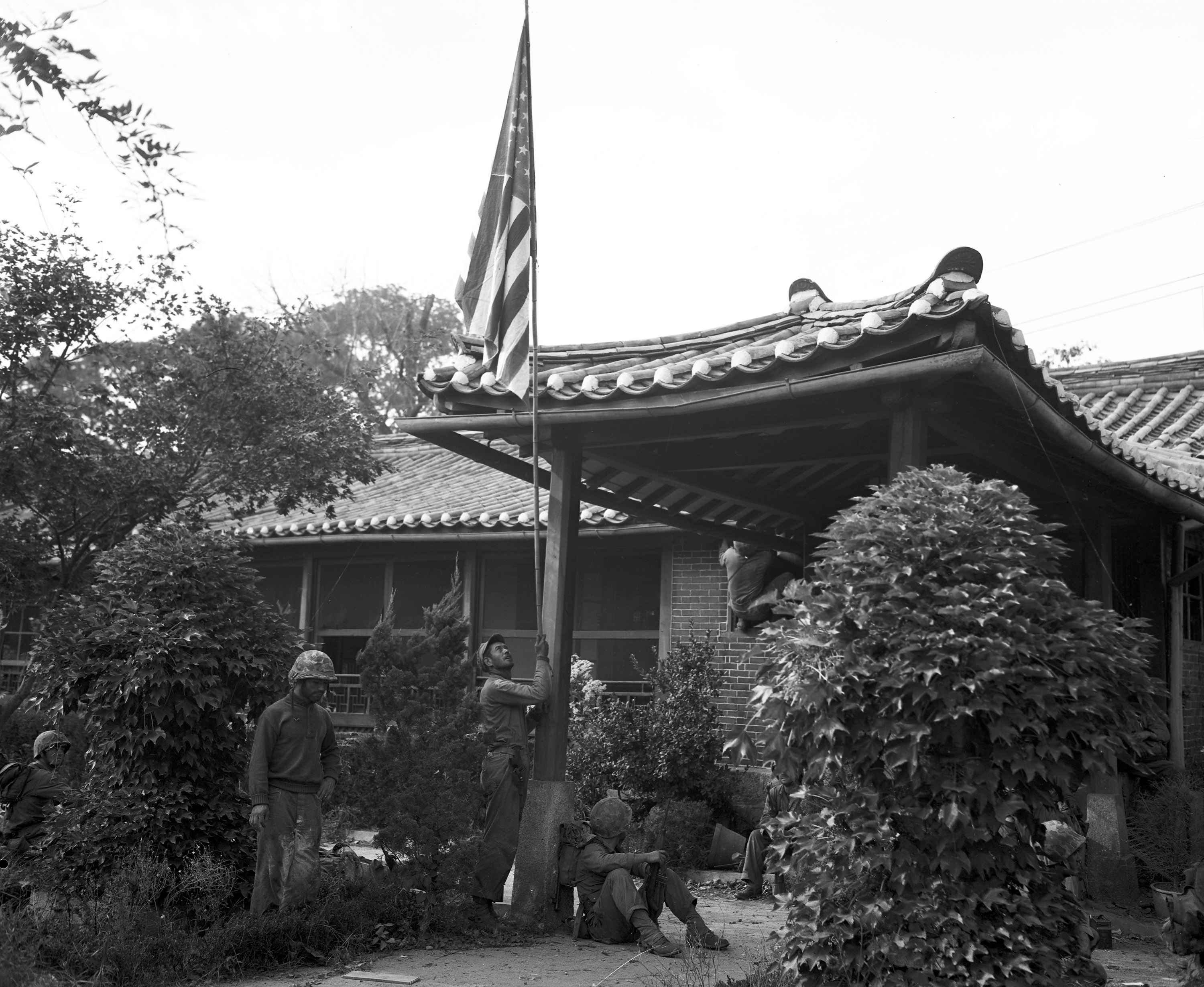
서울 수복 전투에서 영사관을 수복한 미군이 국기를 게양하고 있다.

1882년 5월 조미 수호 통상 조약이 체결된 이후 루시어스 푸트가 조선에 공사로 파견되어 1883년 5월부터 한성에 주재했다. 처음 루시어스 푸트에게 주어진 집은 덕수궁 서편에 있던 민계호와 민영교의 집이었다. 푸트는 이 집들을 2200달러에 구입했고, 주변 집도 사들인다. 이후 푸트는 '모자가 천장에 닿는다'며 양식 건물을 짓기 위해 본국에 돈을 보내줄 것을 요청한다. 그러나 당시 미국 국무장관은 '조선에서는 실내에서 모자를 쓰지 않지 않느냐'며 돈을 보내주지 않았다. 한옥을 계속 쓸 수 밖에 없었으며, 큰 건물 한 채는 공사관이 되었고, 다른 한 채는 공사관저가 되었다.
1883년 당시의 모습이 상당 부분 남아 있고 서울에 세워진 최초의 외국공사관 건물이라는 점에 의의가 있다.

## 같이 보기
- 주한 미국 대사관

## 참고 자료
- 미국공사관 - 국가유산청 국가유산포털